# Borstiglar
Borstiglar (Acanthobdellidae) är en familj iglar. Arten Acanthobdella peledina, vars värddjur är laxen, återfinns i familjen.

## Arter
- Acanthobdella livanowi
- Acanthobdella peledina